# 王小鱸
王小鱸為輻鰭魚綱鱸形目鱸亞目河鱸科的其中一種，被IUCN列為次級保育類動物，分布於美國維吉尼亞州Roanoke河上游流域，體長可達15公分，棲息在礫石底質、流速快的溪流。